# لوکا کاچیولی
لوکا کاچیولی (انگلیسی: Luca Cacioli؛ زادهٔ ۲۷ مارس ۱۹۸۲) بازیکن فوتبال اهل ایتالیا است.
از باشگاه‌هایی که در آن بازی کرده‌است می‌توان به باشگاه فوتبال آنکونا، باشگاه فوتبال پروجا، و باشگاه فوتبال پارما اشاره کرد.